# Zatoka Wołchowska
Zatoka Wołchowska (ros. Волховская губа) – zatoka jeziora Ładoga w Rosji.

## Charakterystyka
Zatoka znajduje się w południowo-wschodniej części jeziora, posiada kształt płytkiej litery "U" i głębokość do 8 metrów. Zasilają ją dwie rzeki: Wołchow i Siaś. Równolegle do brzegu poprowadzony jest Kanał Nowoładoski (łączący Newę, Wołchow i Świr), a nad nim leżą dwa miasta: Nowa Ładoga i Siaśstroj. 

## Gospodarka
Nad rzeką Wołchow zbudowano w latach 20. XX wieku elektrownię wodną, a nieco później hutę aluminium i fabrykę nawozów fosforowych, co spowodowało zanieczyszczenie zatoki. W latach 80. XX wieku liczba fosforu odprowadzanego w ściekach do zatoki wynosiła 5 ton na dobę (ponad 2000 ton rocznie).

## Geologia
Przez zatokę przechodzi granica pomiędzy podłożem prekambryjskim (część północno-zachodnia) i paleozoicznym.